# Progrès Handball Club Seraing
Progrès Handball Club Seraing, kortweg Progrès HC Seraing, was een handbalploeg uit Seraing.

## Geschiedenis
De club werd opgericht in 1958. Ze werd tweemaal landkampioen en won tweemaal de Beker van België. 
In de jaren 80 fusioneerde de club met Renaissance Montegnée, waarbij de fusieclub het stamnummer 49 van Progrès HC Seraing overnam. De nieuwe club heette aanvankelijk Renaissance Progrès Seraing Montegnée (RPS Montegnéé), maar heeft ondertussen terug gewoon haar oude naam HC Renaissance Montegnée aangenomen. 

## Palmares
- Landkampioen: 1967 en 1976
- Beker van België: 1975 en 1976

## Bekende (ex-)spelers
- Marcel Dewar
- Jean-Claude Méode